# Long-Term Capital Management

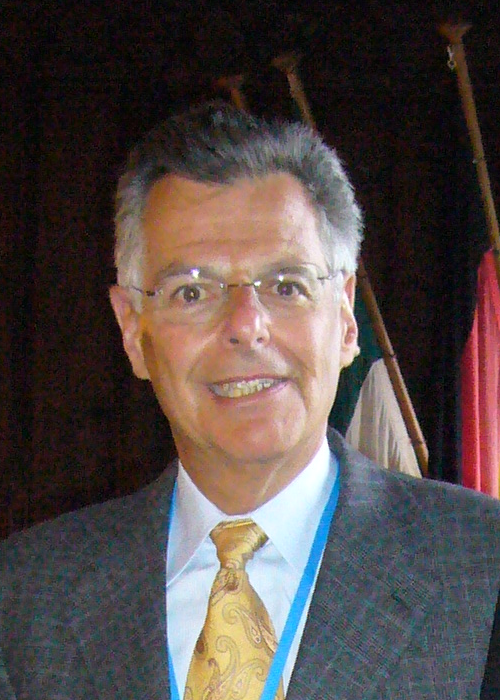
L'economista Myron Scholes

Il fondo Long Term Capital Management (LTCM) era un fondo speculativo nel cui board figuravano grandi protagonisti del mondo economico. Fu istituito nel 1994 da John Meriwether e il suo team proveniente dalla Salomon Brothers e si basò sui modelli matematici creati dagli associati Robert Merton e Myron Scholes, premi Nobel per l'economia del 1997. Compiva, perlopiù, operazioni di arbitraggio economico.
Vi lavorarono anche Eric Rosenfeld, Greg Hawkins, Larry Hilibrand, William Krasker, Dick Leahy, Victor Haghani, James McEntee, Robert Shustak, David W. Mullins Jr. Possedeva un capitale gestito di 4 miliardi di dollari ma, tramite leve finanziarie molto ampie, operò con esposizioni in alcuni casi sino a 1200 miliardi di dollari. Nei primi anni riuscì a produrre rendimenti netti annui di circa il 40%.
Numerosi erano i gestori che replicavano le strategie di investimento di LTCM, col risultato che alcuni errori commessi dal fondo sono stati effettuati anche da chi utilizzava le medesime strategie. Tutto questo, unitamente alla crisi della Russia dove LTCM aveva investito e al grande utilizzo della leva finanziaria da parte di LTCM, ha reso il suo collasso drammatico nel 1998, richiedendo l'intervento diretto della Federal reserve a sostegno, al fine di evitare il peggio.
Dopo LTCM, Meriwether nel 2000 ha lanciato JWM Partners, insieme ad Haghani, Hilibrand, Leahy, e Rosenfeld, operando con gli stessi modelli matematici sebbene con esposizioni finanziarie minori.